# Российские университеты
«Российские университеты» — общероссийский государственный телеканал, осуществлявший своё вещание с 13 апреля 1992 по 10 ноября 1996 года. Редакции и студии телеканала располагались в Шаболовском телецентре (АСК-2).

## История
Телеканал начал вещание под названием «Образовательный канал» 13 апреля 1992 года, 1 июня 1992 года за ним закрепилось название «Российские университеты». Изначально и до 17 января 1994 года вещал совместно с 4-м каналом Останкино, с 17 января 1994 по 10 ноября 1996 года — совместно с телекомпанией НТВ. 9 января 1993 года выпуск телепередач по образовательной программе был передан ВГТРК, но 2 апреля 1993 года был возвращён РГТРК «Останкино». Было принято решение о создании телекомпании «Российские университеты», учредителями которой было предложено стать обеим телеогранизациям, однако данная организация так и не была создана, а 22 ноября 1993 года выпуск передач по утренне-дневной программе образовательного канала закрепили за ВГТРК. В ряде печатных телепрограмм (журналы «7 Дней» и «ТВ Парк», а также газеты «Антенна-Телесемь», «Аргументы и факты», «Комсомольская правда» и «Сегодня») телеканал проходил под логотипом «РТР — Российские университеты»; в некоторых печатных телепрограммах его сетка вещания могла и вовсе не публиковаться.
На канале демонстрировались научные и образовательные передачи, лекции, а также документальные фильмы собственного производства, которые затем записывались и показывались в школах. В эфир также часто попадали такие авторские программы, как беседы академиков Дмитрия Лихачёва, Александра Панченко, Юрия Лотмана, историка театра Александра Аникста и других. В 1995—1996 годах на телеканале показывали «Формулу-1», в 1995 — квалификации, в 1996 — квалификации и гонки, как в рамках тележурнала «Хроно» целиком, так и частично — в равных долях с РТР. Также в 1996 году показывался один матч из тура чемпионата России по футболу (ещё один показывал РТР). За производство программ отвечали собственные творческо-производственные объединения (ТПО) ВГТРК: «Открытый мир», «Лад», «Арена», «Рост», «Артель».
В последние дни вещания на канале шли передачи спутникового канала «РТР-Телесеть» и «Метеор-Кино».

## Закрытие
20 сентября 1996 года был обнародован указ Президента РФ Бориса Ельцина № 1386 «О стабилизации деятельности и улучшении качества вещания ВГТРК и телекомпании „НТВ“», согласно которому образовательный канал по инициативе ВГТРК и телекомпании НТВ был закреплён за последней в объёме 24 часа в сутки. 11 ноября 1996 года весь образовательный канал был передан телекомпании НТВ. Указом отмечалось, что «телекомпаниями было согласовано решение о сохранении в сетке вещания телекомпании НТВ блока образовательных и культурно-просветительных передач, создаваемых творческими коллективами ВГТРК (с 13:00 до 14:00)». Изначально блок назывался «Российские университеты», но затем сменил название на «Открытый мир». Однако летом 1997 года этот блок был исключён из сетки вещания телекомпании НТВ из-за низких рейтингов.
Основная часть бывших сотрудников телеканала в 2000 году была привлечена Борисом Вишняком (бывшим генеральным директором ТВЦ и президентом фонда «Образование в третьем тысячелетии») к работе над новым образовательным каналом «Телешкола», осуществлявшим своё вещание на спутниковой платформе «НТВ-Плюс» в начале 2000-х годов.

## Города вещания
2 декабря 1994 года ВГТРК была выдана первая лицензия Госсвязьнадзора № 500 на вещание телеканала в следующих субъектах РФ: Карачаево-Черкесская республика; Республика Карелия; Алтайский край; Краснодарский край; Ставропольский край; области: Владимирская; Липецкая; Нижегородская; Новгородская; Ростовская; Рязанская; Саратовская; Смоленская; Тамбовская; Тульская. В некоторых регионах ретрансляция шла ещё со времён Образовательной программы (например, в Волгодонске на 11 ТВК), а где-то вещание появилось позже. В части регионов вещание канала и вовсе отсутствовало. Также «Российские университеты» вещали в Арзамасе (9 ТВК), Волгограде (8 ТВК), Киеве (30 ТВК), Майкопе (35 ТВК), Челябинске (26 ТВК), Элисте (3 ТВК) и Ярославле (33 ТВК).
| Москва          | 8 ТВК              | 4 ноября 1967 года (Четвёртая программа) | 1 января 1982 года (Четвёртая [учебная] программа) | 16 января 1988 года (Образовательная программа) |
| Санкт-Петербург | 33 ТВК             | 13 января 1988 года (Образовательная программа) |                                                    |                                                 |
| Черкесск        | 6 ТВК              | 1994 год |                                                    |                                                 |
| Петрозаводск    | 10 ТВК             | 1992/1993 |                                                    |                                                 |
| Краснодар       | 38 ТВК             | 1995 год |                                                    |                                                 |
| Ставрополь      | 33 ТВК             | 1994 год |                                                    |                                                 |
| Владимир        | 7 ТВК              | 1988 год (Образовательная программа) |                                                    |                                                 |
| Липецк          | 32 ТВК             | 22 ноября 1993 года |                                                    |                                                 |
| Нижний Новгород | 4 ТВК 12 ТВК 4 ТВК | 1 июня 1988 года — 6 октября 1991 года (Образовательная программа) 7 октября 1991 года — 13 марта 1993 года (Санкт-Петербургское ТВ) 14 марта 1993 года — 16 января 1994 года (4-й канал Останкино; сб, вс) |                                                    |                                                 |
| Новгород        | 9 ТВК              | 1994 год |                                                    |                                                 |
| Ростов-на-Дону  | 9 ТВК              | 1988 год (Образовательная программа) |                                                    |                                                 |
| Рязань          | 28 ТВК             | 1968 год (Четвёртая программа) | 1 января 1982 года (Четвёртая [учебная] программа) | 16 января 1988 года (Образовательная программа) |
| Саратов         | 30 ТВК             | 18 декабря 1995 года |                                                    |                                                 |
| Смоленск        | 1 ТВК              | март 1992 года (Образовательная программа) |                                                    |                                                 |
| Тамбов          | 22 ТВК             | октябрь 1993 года |                                                    |                                                 |
| Тула            | 30 ТВК             | 1 ноября 1976 года (Четвёртая программа) | 1 января 1982 года (Четвёртая [учебная] программа) | 16 января 1988 года (Образовательная программа) |

## Программы
- «СИВ. Новости», «Гуманитарные новости», «Новости кино»[35], «Новости культуры» (Виталий Васильев, Николай Визирякин, Андрей Пучков, Алексей Громов, Сергей Зоненлихт)[36][37], «Новости образования и науки» — производились частным информационным агентством СИВ[38], под общим заголовком новости выходили в эфир каждые два часа
- «Дом моды»
- «Ни слова о политике» с Юрием Поляковым
- «В рабочий полдень»
- «Детский час» (ранее на «Первой» и «Образовательной программах ЦТ» и «1-м» и «4-м каналах Останкино», позже на «НТВ» в блоке познавательных программ производства разных ТПО ВГТРК, далее закрыта; с сентября 2007 года по 30 мая 2015 года похожая версия передачи показывалась на «ВКТ»)
- «Коктейль для любопытных»
- «Визитная карточка»
- «Лексикон истории культуры» с Татьяной Чередниченко[39]
- «АРИОС»
- «Грош в квадрате» с Валерием Настиченко (детская игра в ребусы)
- «С любовью к музыке» с Александром Покидченко (1994—1996, позже на телеканале «Культура»)
- «Высшая школа» с Владимиром Косенчуком[40]
- «Дизайн-экспресс»
- «Радио Труба»
- «Если вам за...»[41]
- «Открытый мир» (позже на НТВ)[42]
- «Телегазета» (также на РТР, позже на НТВ)
- «Графоман» с Александром Шаталовым[43] (позже на телеканале «НТВ», «РТР» и «Культура»)[44]
- «Мир Вашему дому» (позже на телеканале «ТВ Центр»)[45]
- «МУЗЗОН»
- «Женщина твоей мечты». Автор цикла: Светлана Габуния[46]
- «Стихоборье. Поэтический турнир» (поэтическое шоу)[3][47][48]
- «Испанский язык» (1992)[49]
- «Человек. Земля. Вселенная» (1992—1993, ранее на «Образовательной программе ЦТ» и «4-м канале Останкино», позже на «Пятом канале» и «ОТР»)
- «Карьера» с Владимиром Маркиным (1992—1996)
- «Was?» (телекурс немецкого языка)
- «Anna, Schmidt und Oskar[англ.]» (детский телекурс немецкого языка)
- «Студия „Рост“» (1993—1994, позже на «РТР»)
- «Ноу-хау» (1993—1994)
- «В мире животных» (1994)
- «АБВГДейка» (1994—1996, ранее на «Первой программе ЦТ», позже на телеканале «ТВ Центр»)[50]
- «Время Ч» с Ольгой Кучкиной (1994—1996, позже на «НТВ»[51] и «Дарьял ТВ»)
- «Семейный канал» (1994—1996)[52]. Ведущие: Андрей Дементьев, Татьяна Черняева, Ирина Кленская[53], Ирина Кучер, Елена Тарасова, Аркадий Бедеров, Юрий Поляков[3] и Татьяна Чередниченко
- «Большой хоккей» (1995—1996) — программа, производившаяся творческим объединением «Арена» ВГТРК и американским каналом ESPN. Ведущий — Олег Жолобов[54]
- «От Кардена до комода» с Дмитрием Лилеевым
- «Burda Moden предлагает» (новости моды с Александрой Беляевой) (1992—1996, ранее на Образовательной программе ЦТ)[55]
- «Хроно» (ранее на «РТР» и позже на телеканале «ТВ Центр»)
- «Пятидневка» (1995—1996)
- «Уроки Фемиды» (юридическая телеигра и конкурс)
- «Практика» — ток-шоу с Владимиром Маркиным (1996)

## Руководители

### Генеральные директора
- Владимир Трусов (1992—1996)[56]
- Станислав Архипов (1996)[57][58]
- Кирилл Легат (1996)[59]

### Шеф-редакторы
- Владимир Никитин (1993—1996)